# Jean Blanzat

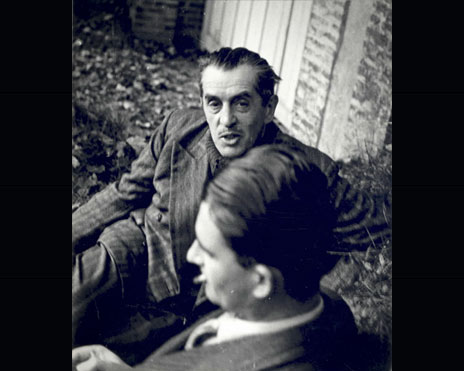
Jean Paulhan und Jean Blanzat (mit Zigarette)

Jean Blanzat (* 6. Januar 1906 in Domps; † 6. November 1977 in Paris) war ein französischer Schriftsteller.

## Leben und Werk
Jean Blanzat wuchs im Limousin auf. Er besuchte das Gymnasium in Bellac, studierte in Versailles und wurde Volksschullehrer. Er gehörte in der Widerstandsgruppe Musée de l’Homme ab 1941 zu den frühen Mitgliedern der literarischen Résistance im kommunistisch dominierten Comité national des écrivains (Nationalkomitee der Schriftsteller). Er war Mitgründer der Zeitschrift Les Lettres françaises. Mit Hilfe von Georges Duhamel und François Mauriac erhielt er 1942 den Großen Romanpreis der Académie française. Von 1945 bis 1953 war er literarischer Leiter des Verlags Grasset, dann Lektor im Verlag Gallimard. Von 1946 bis 1960 war er literarischer Kolumnist in der Tageszeitung Le Figaro. Einer seiner Romane wurde ins Deutsche übersetzt.

## Romane
- Enfance. Grasset, Paris 1930.
- À moi-même ennemi. Grasset, Paris 1933.
- Septembre. Grasset, Paris 1936.
- L’Orage du matin. Grasset, Paris 1942. (Grand Prix du Roman der Académie française)
- La Gartempe. Gallimard, Paris 1957. (François Mauriac gewidmet)
- Le Faussaire. Gallimard, Paris 1964, 1981. (Prix Femina)
  - (deutsch) In einem Zwischenreich. Kindler, München 1966. (übersetzt von Helga Vormus)
- L’Iguane. Gallimard, Paris 1966, 1999. (Vorwort von Raymond Queneau)